# Museu de Melilla
El Museu de Melilla és un museu de la ciutat espanyola de Melilla situat en l'antic Almacén de las Peñuelas, en el Primer Recinte Fortificat de Melilla La Vella.

## Història
A principis del segle xx  Rafael Fernández de Castro va començar a recopilar les peces i el material resultant de les excavacions del Turó de Sant Lorenzo a la Casa Salama, seu de la Junta d'Arbitris, encara que no va ser considerat oficialment un museu, perquè no va haver-hi catalogació ni exposició al públic.
Anys més tard apareix el Museu Municipal en el soterrani del templet de música del Parc Hernández, obert al públic i traslladat, no era adequada la seva ubicació, en els anys 50 al Baluard de la Concepció Alta, en un museu històric amb dues seccions, Arqueologia i Documentació, a més de fons militars i emblemes heràldics.
Allí romanen fins a 1987, quan es muden a la Torre de la Vela i d'allí, als Almacén de las Peñuelas, on roman des de 2011, sent l'11 de setembre de 2018 una secció dedicada al poble gitano.

## Seccions

### Museu Etnogràfic de les Cultures Sefardita, Berber i Gitana

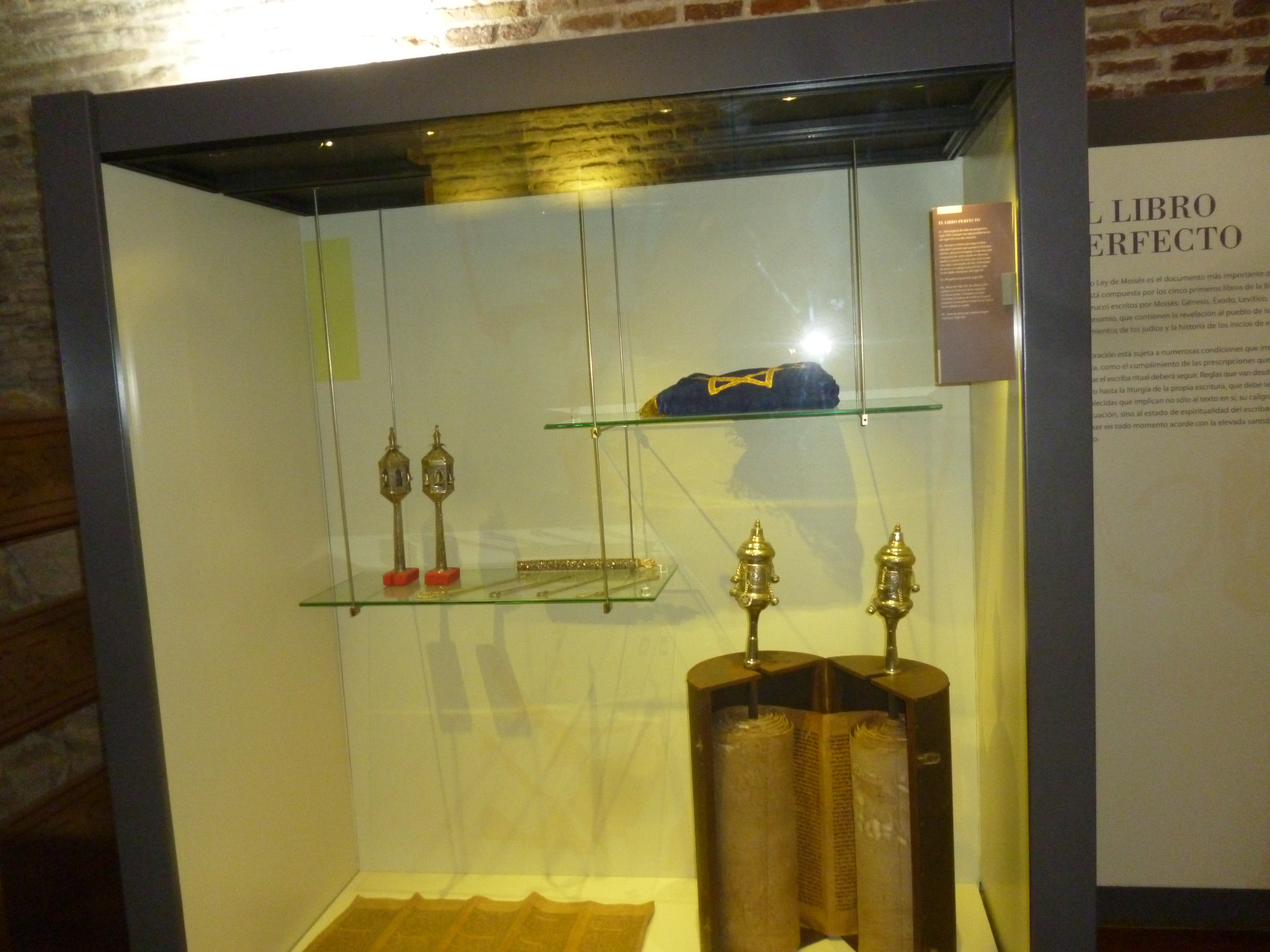
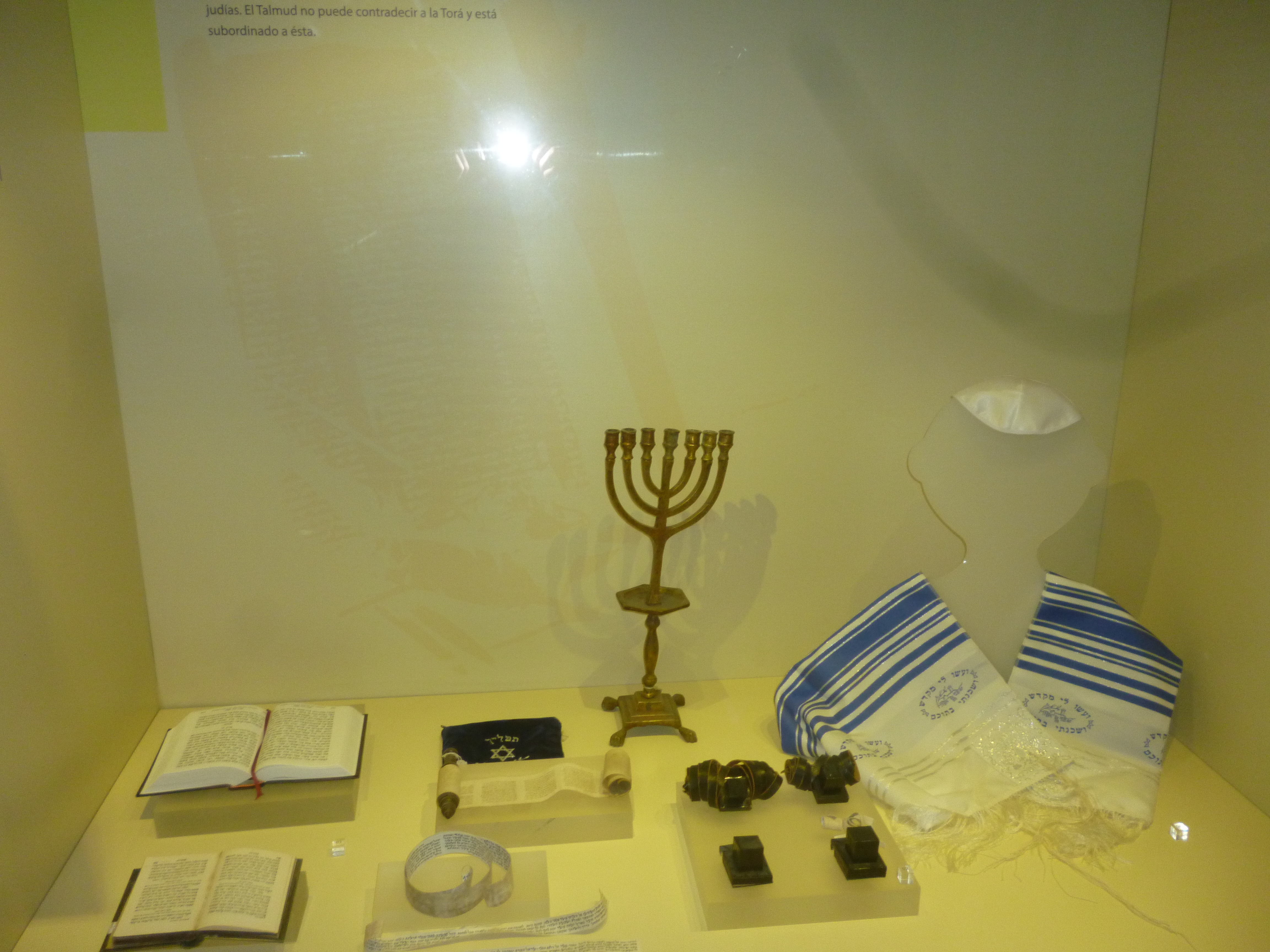
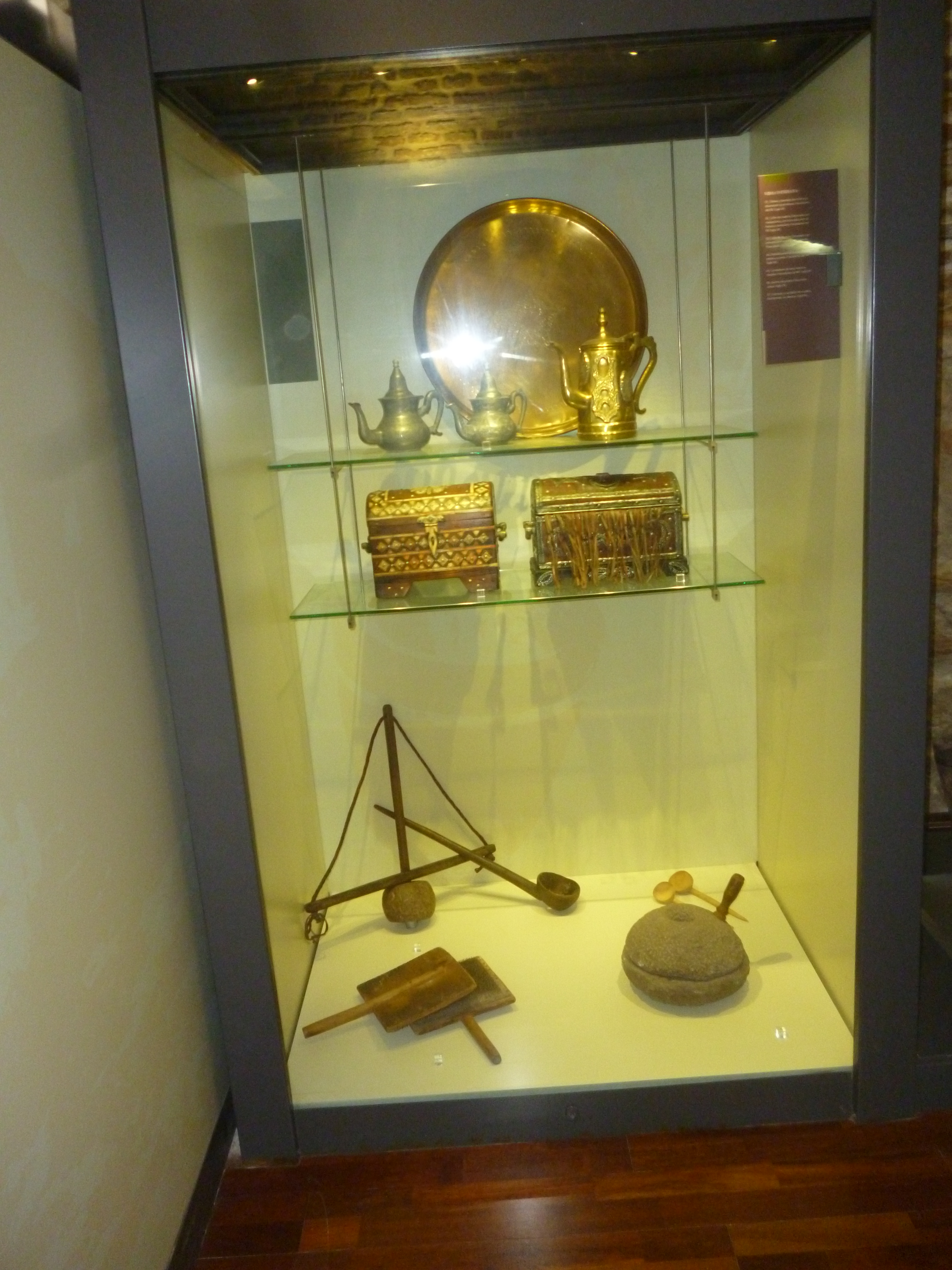
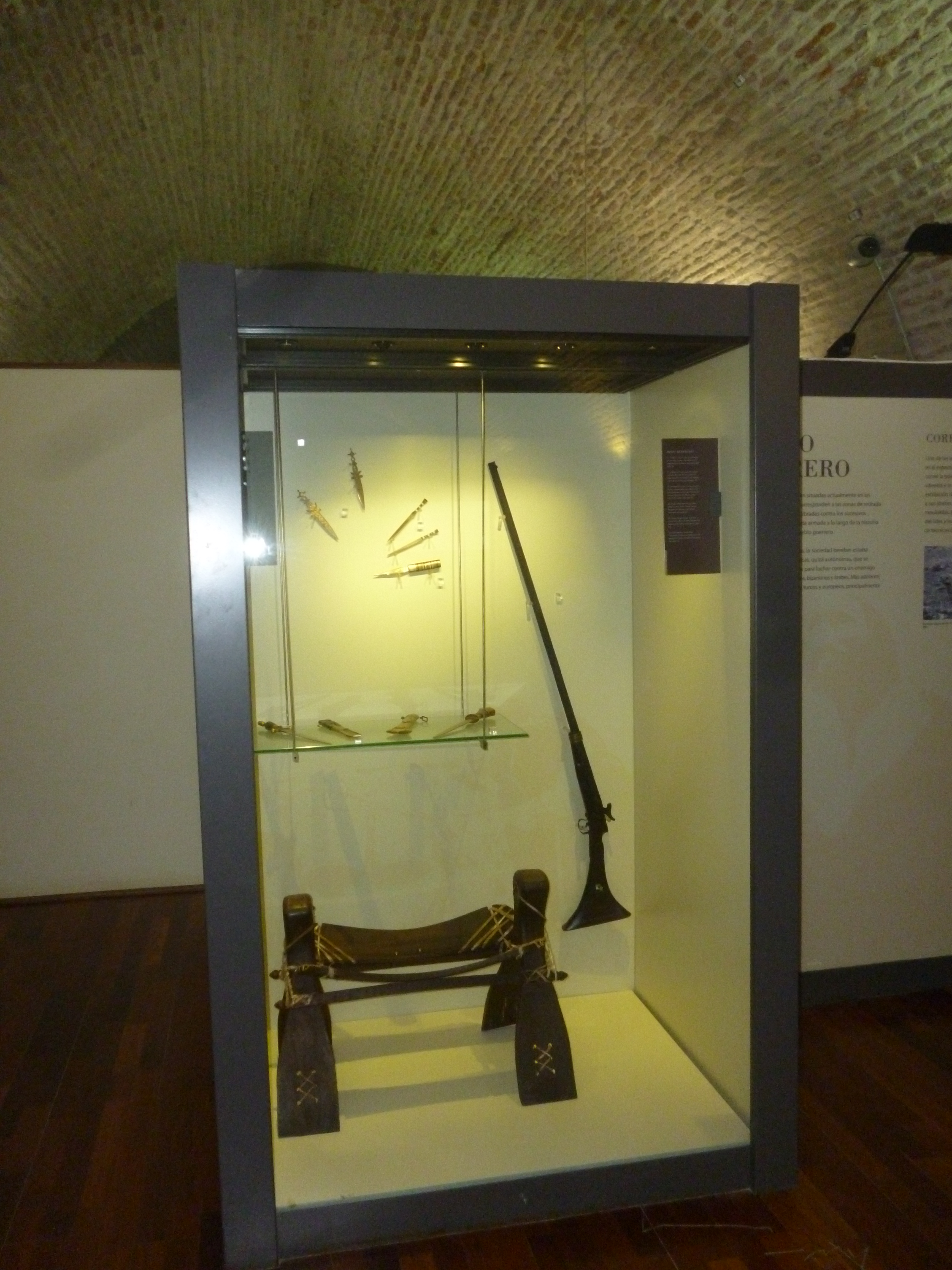
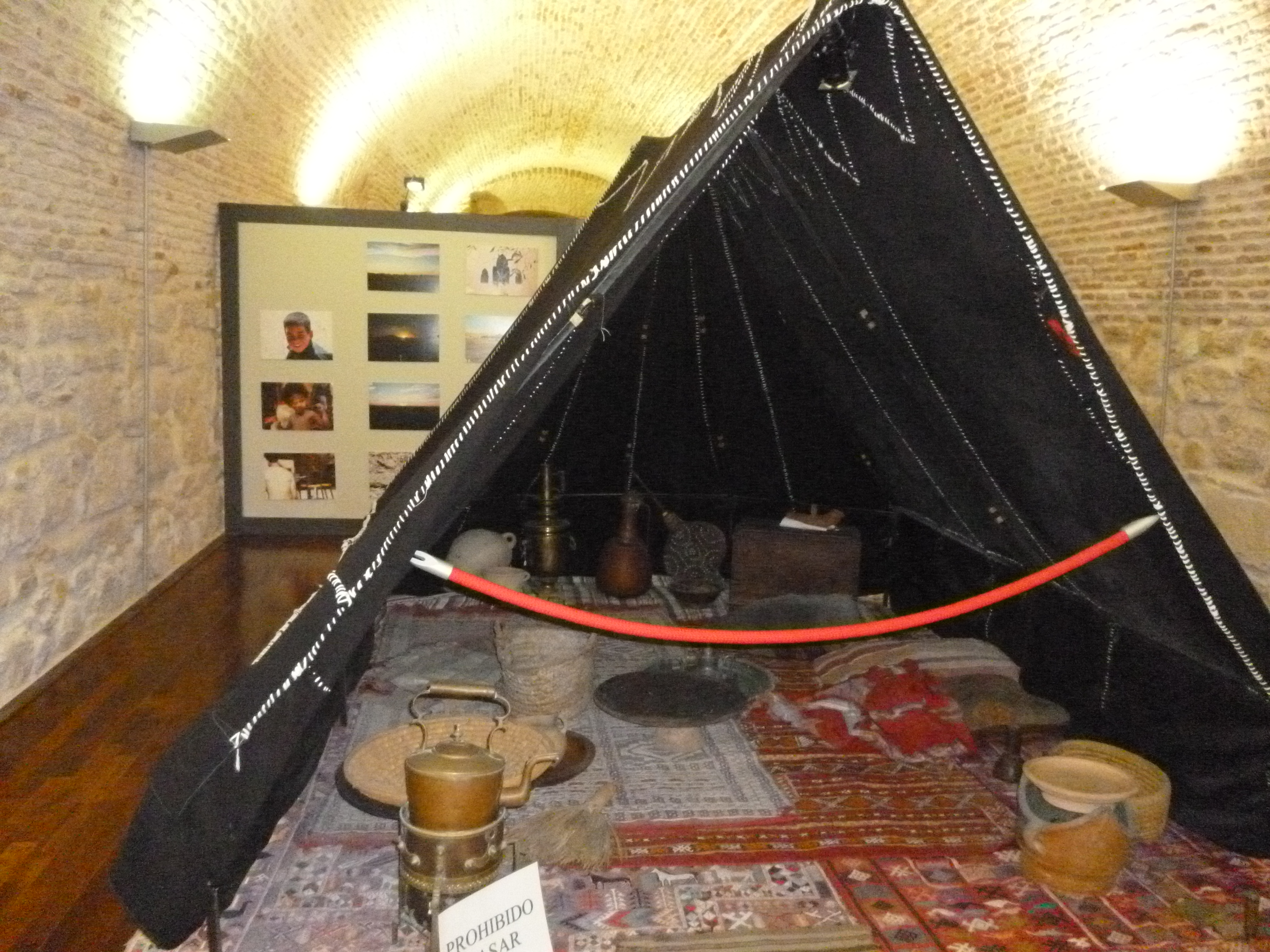
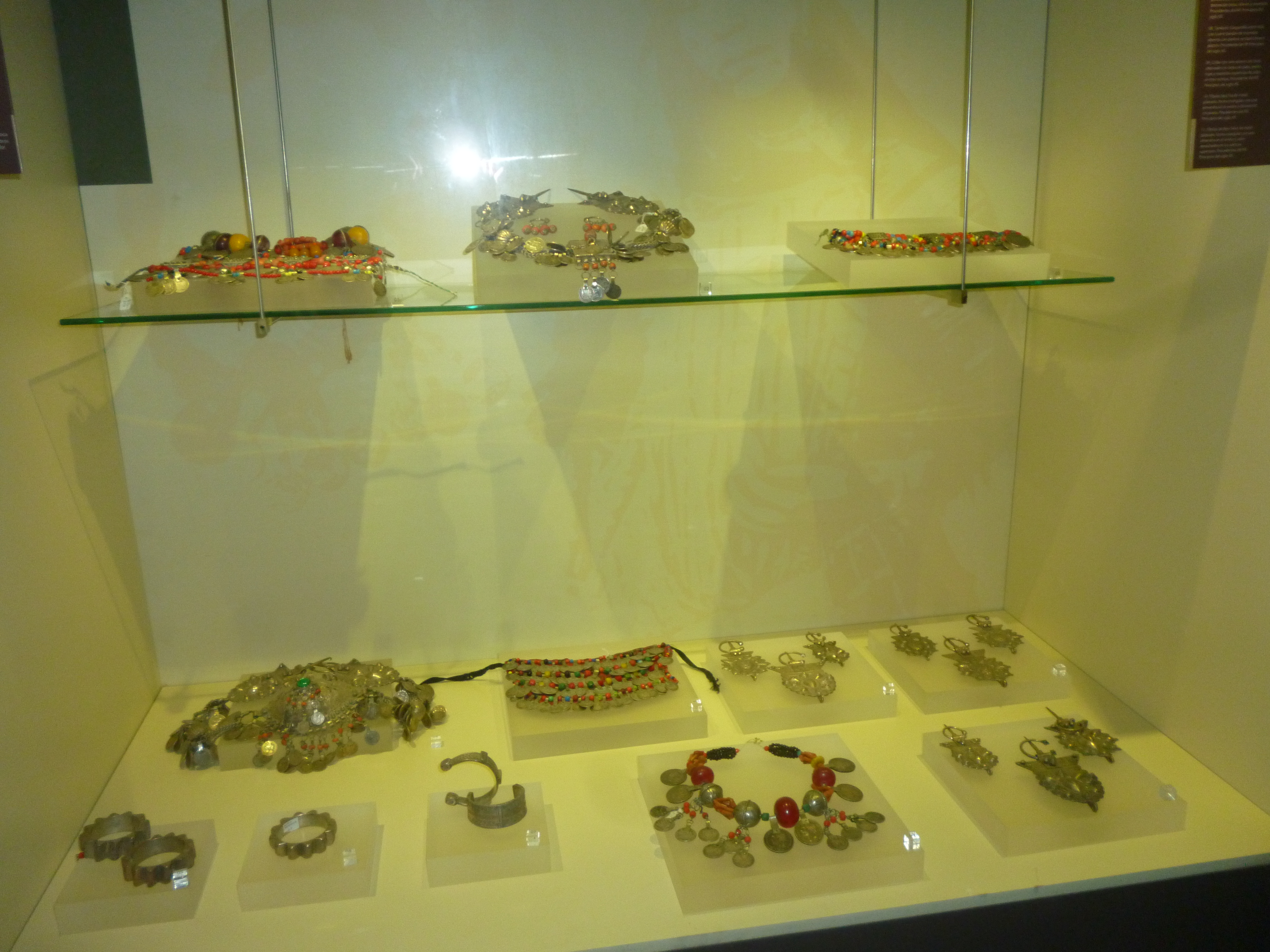
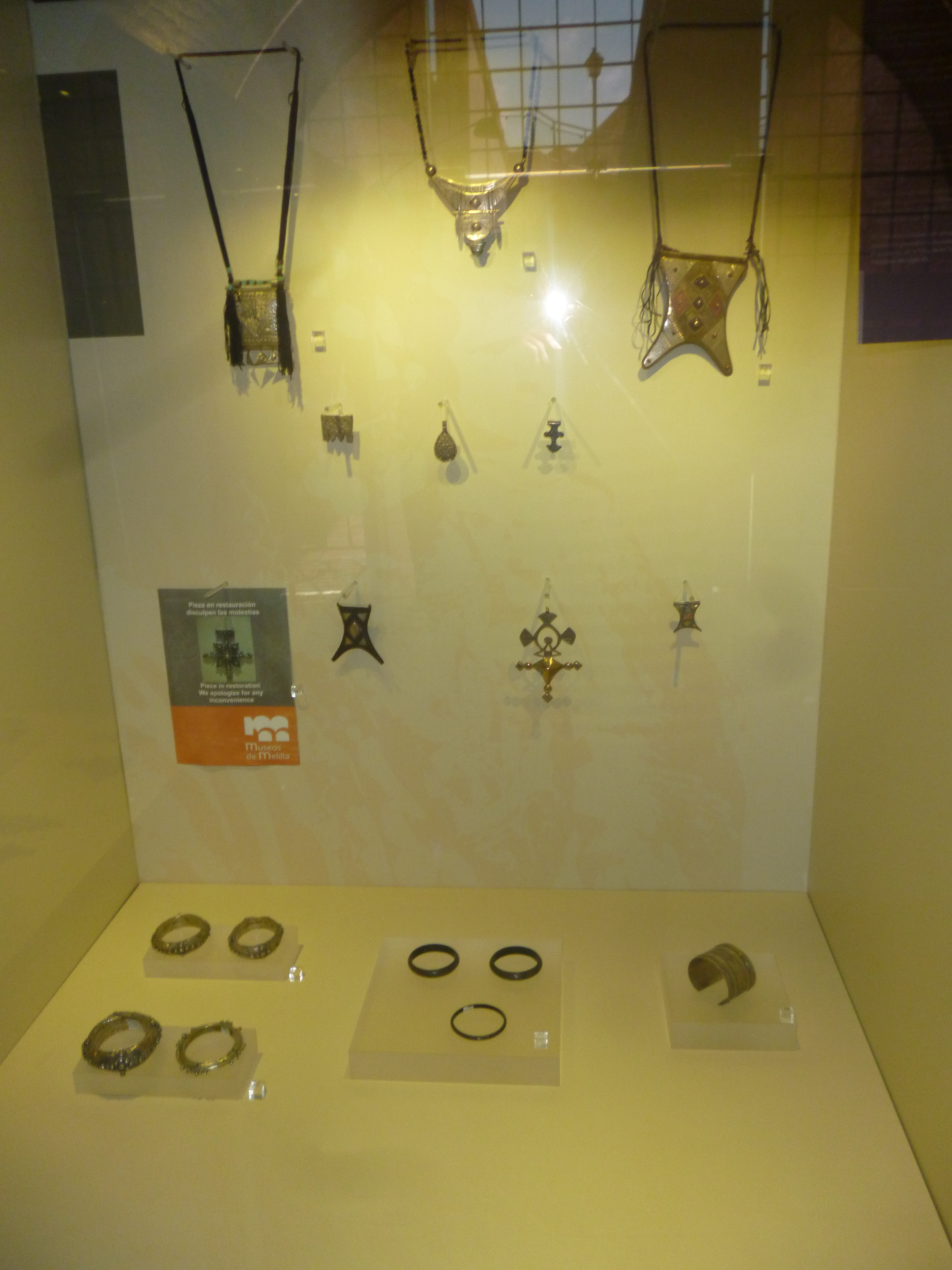
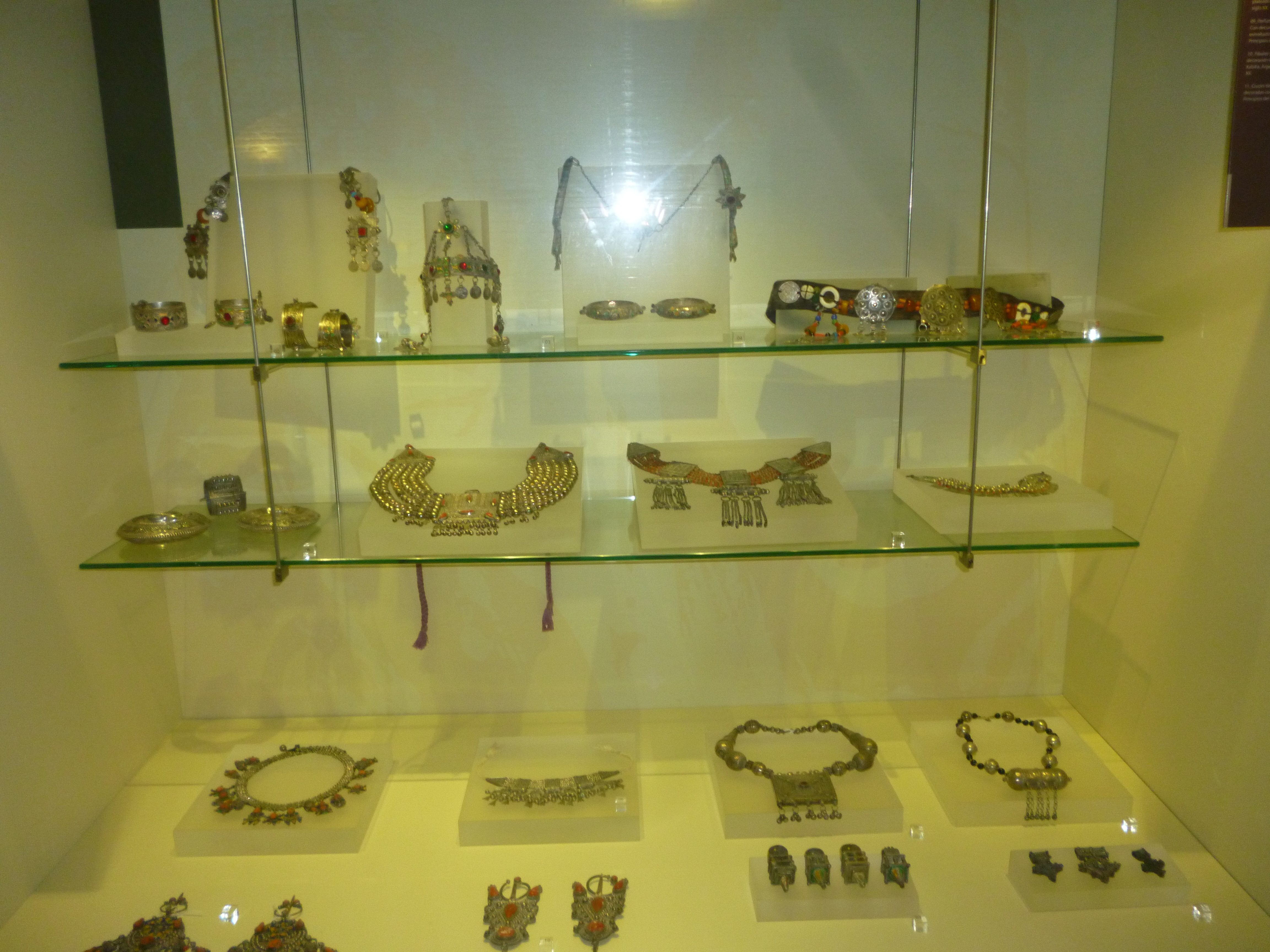
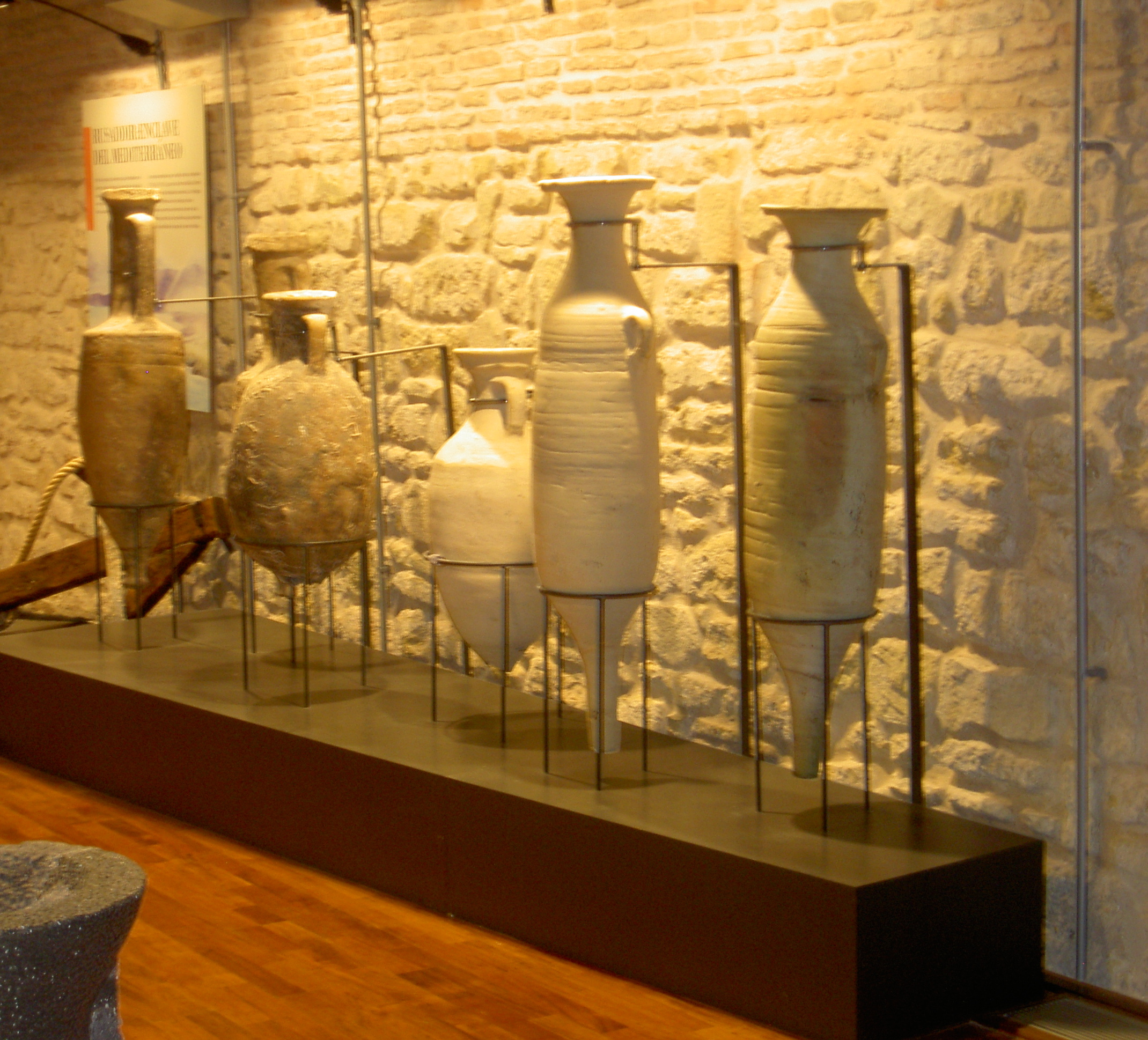

Es troba en la planta baixa, destacant la recreació de la Sinagoga Or Zaruah i la col·lecció de Joies berbers

### Museu d'Arqueologia i Història

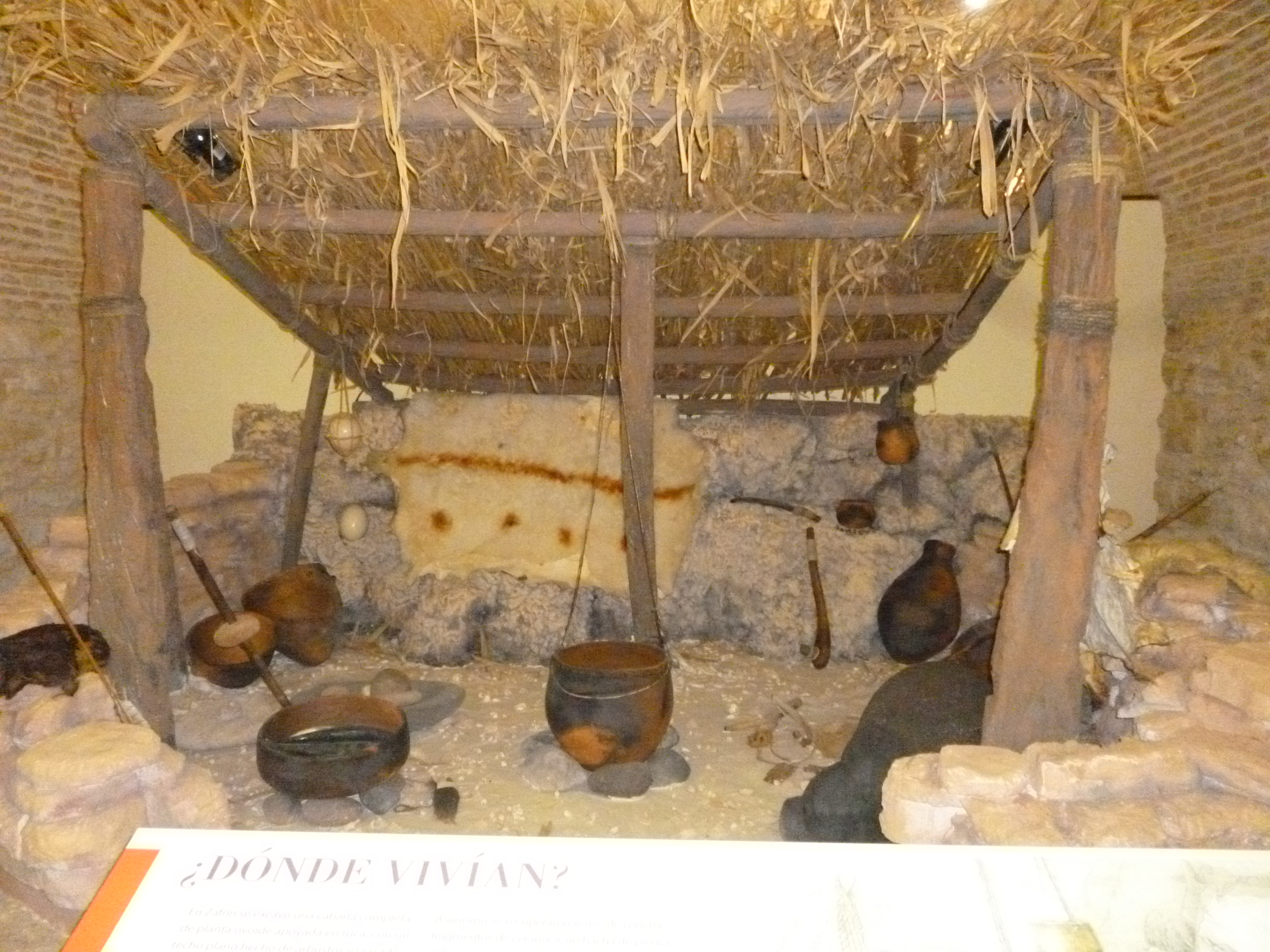
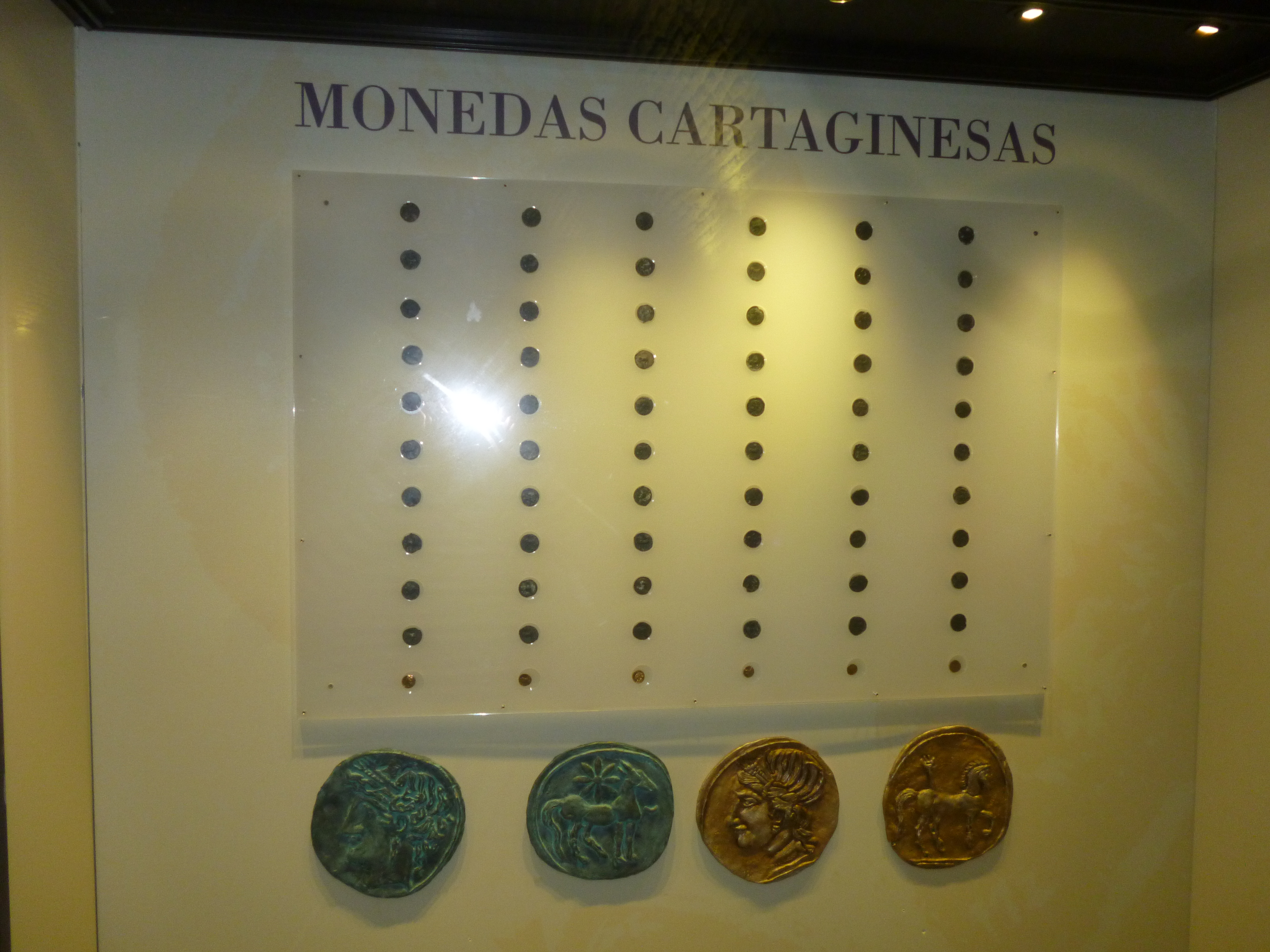

Es troba en l'alta, comptant amb ceràmiques del Zafrín, monedes cartagineses, la recreació d'un enterrament mauro, un tesorillo musulmà, una maqueta gegant de la Melilla La Vella, còpia de la de León Gil de Palacios, busts d'Alfons XIII i La República, així com multitud de plans.